# Smithtown, New York
Smithtown är en kommun i Suffolk County i delstaten New York, USA.

## Kända personer från Smithtown
- William H. Wickham, politiker